# 판수
판수는 한국 토속종교의 샤만이다. 판수는 맹인으로 무당이 정령들을 설득하면 타협하는 것과 달리 힘으로 정령들을 다스린다. 판수는 빗자루 정도 크기의 60~70cm의 막대기로 정령들을 때려서 내쫓는다. 판수가 다루기 힘든 정령을 병에 넣고 복숭아 나무가지로 만든 마개로 막아 무당에게 주면 무당이 멀리가져가 땅에 묻어 처리를 한다. 판수는 양반이든 천민이든 모두 될 수 있는데, 천한 직업으로 인식이 된다. 구한말 서울 거리에서 대나무 막대로 길을 더듬어가며 낮은 소리로 고객을 찾는 판수들을 쉽게 볼 수 있었다고 한다. 

## 참고 문헌
- Village life in Korea, 로버트 무스, 1911년